# Hoplocerambyx cicatricatus
Hoplocerambyx cicatricatus är en skalbaggsart som beskrevs av Gardner 1926. Hoplocerambyx cicatricatus ingår i släktet Hoplocerambyx och familjen långhorningar. Inga underarter finns listade i Catalogue of Life.